# Anoectangium trichodes
Anoectangium trichodes là một loài rêu trong họ Pottiaceae. Loài này được (F. Weber) Schwägr. mô tả khoa học đầu tiên năm 1811.